# Monoxyde de dichlore
Pour les articles homonymes, voir oxyde de chlore.
Le monoxyde de dichlore est un composé inorganique de formule brute Cl2O. Présent à température ambiante sous la forme d'un gaz brun-jaune, il possède des propriétés oxydantes et est utilisé comme agent chlorant en chimie organique.

## Apparence et structure
Le monoxyde de dichlore est un gaz brun-jaune à température ambiante. Sa température d'ébullition est de 277 K.
La molécule de monoxyde de dichlore est coudée. Les liaisons Cl-O sont longues de 170 pm et l'angle entre ces liaisons est de 111°.

## Obtention
Le monoxyde de dichlore pourrait être obtenu en faisant réagir le dichlore avec de l'oxyde de mercure(II) ou du carbonate de sodium anhydre.

## Utilisations
Le monoxyde de dichlore explose lorsqu'on le chauffe. Par conséquent, il est classé au niveau 3 dans l'échelle d'instabilité de la nomenclature NFPA 704.
Le monoxyde de dichlore est utilisé pour le traitement des piscines, le blanchiment du bois et comme biocide.